# Dwa głupie psy
Dwa głupie psy (ang. 2 Stupid Dogs) – amerykański serial animowany produkowany przez wytwórnię Hanna-Barbera.
W Polsce pokazywany głównie na Cartoon Network. Późniejsza emisja serialu na kanale Boomerang.
„Dwa głupie psy” miały być symbolem nowej ery w historii bardzo zasłużonej dla telewizyjnej animacji wytwórni Hanna-Barbera, która przez całe lata 80. zdołała stworzyć tylko jeden nowy serial o statusie prawdziwego hitu (były nim Smerfy). Znakiem rozpoznawczym tej produkcji była nowa technika animacji oraz dość ostre, jak na program dla dzieci, ocierające się miejscami o wulgarność, poczucie humoru.
Choć serial przetrwał zaledwie dwa sezony, to właśnie przy okazji jego produkcji w stajni HB znaleźli się tacy twórcy jak Genndy Tartakovsky (Laboratorium Dextera, Samuraj Jack), Craig McCracken (Atomówki, Dom dla Zmyślonych Przyjaciół pani Foster), Butch Hartman (Wróżkowie chrzestni, Danny Phantom), Seth MacFarlane (Family Guy, American Dad!, The Cleveland Show), Paul Rudish (Myszka Miki), Rob Renzetti (Z życia nastoletniego robota), Andrew Stanton (Gdzie jest Nemo) czy Conrad Vernon (Sausage Party, Shrek).
Oryginalnie każdy odcinek składał się z dwóch epizodów Dwóch głupich psów oraz jednego epizodu Agenta Wiewióra (ang. Super Secret Secret Squirrel) będącego remakiem Sekretnej Wiewiórki.

## Wersja polska
Opracowanie wersji polskiej: Start International Polska

Reżyseria: Ewa Złotowska

Dialogi polskie:
- Elwira Trzebiatowska,
- Witold Surowiak

Dźwięk i montaż:
- Janusz Tokarzewski,
- Hanna Makowska

Kierownik produkcji: Bogumiła Adler

W wersji polskiej udział wzięli:
- Zbigniew Suszyński –
  - Mały pies,
  - sprzedawca (odc. 7c)
- Dariusz Odija – Duży pies
- Mirosław Zbrojewicz – pan Hollywood
- Artur Kaczmarski –
  - Tajny Agent Wiewiór,
  - jeden z tubylców (odc. 1c),
  - transgalaktyczny latający spodek Buzza (odc. 4a),
  - śpiewający drink (odc. 4c),
  - Craig (odc. 9a),
  - policjant (odc. 13a)
- Tomasz Jarosz –
  - Mroczny Mól,
  - gadająca małpa (odc. 5a)
- Wojciech Machnicki –
  - Szef Wiewióra (odc. 1b-10b, 13b),
  - kosmonauta (odc. 5a),
  - spiker #1 (odc. 8b)
- Tomasz Marzecki –
  - Szef Wiewióra (odc. 11b-12b),
  - wilk motocyklista (odc. 10b),
- Izabela Dąbrowska –
  - Penny,
  - głos z telefonu (odc. 6a),
  - Czerwony Kapturek (odc. 6c),
  - żyrafa (odc. 7b),
  - niski uczestnik teleturnieju (odc. 12c),
  - Buffy Ziegenhagen (odc. 13c)
- Jarosław Boberek –
  - jeden ze strażaków (odc. 1a),
  - Kwark (odc. 3b)
- Paweł Szczesny –
  - Złotopłetwy (odc. 1b),
  - Piernikowy mężczyzna (odc. 2b),
  - jeden ze sługów królowej pszczół (odc. 4b),
  - Wielki Buck (odc. 6a)
- Mirosława Krajewska –
  - stara kondorzyca (odc. 1b),
  - Babunia hipopotamica (odc. 2b),
  - babcia (odc. 3a),
  - Buffy Ziegenhagen (odc. 4a),
  - pani stołowa (odc. 4a)
  - Królowa pszczół (odc. 4b),
  - matka dzieciaków, które skakały w aucie (odc. 4c),
  - bileterka (odc. 4c),
  - bankierka (odc. 6a),
  - Mama Miś (odc. 6c),
  - Babcia (odc. 9c, 11c),
  - Cubby (odc. 12a)
- Monika Wierzbicka – bobas (odc. 1b)
- Marek Frąckowiak –
  - Wszystkowiedzący Dżin (odc. 1c),
  - komentator (odc. 3a),
  - dyrektor (odc. 4a, 7a),
  - sowa kustosz (odc. 7b),
  - gigantyczny goryl (odc. 8b),
  - spiker #3 (odc. 8b),
  - Tata Marty i Craiga (odc. 9a),
  - Wilk (odc. 9c, 11c),
  - Kozioł Voo Doo (odc. 13b)
- Arkadiusz Jakubik –
  - robotnik jak (odc. 3b),
  - mężczyzna który obserwował obraz z teleskopu Hubble’a (odc. 5a),
  - komentator (odc. 5b)
- Olga Bończyk – mała dziewczynka (odc. 3c)
- Aleksandra Rojewska –
  - Kenny Fowler (odc. 4a, 7a),
  - Marta (odc. 9a)
- Elżbieta Jędrzejewska –
  - Buzz (odc. 4a, 7a),
  - przerażony uczeń (odc. 4a),
  - siostra Marty i Craiga w okularach (odc. 9a)
- Izabella Dziarska –
  - Gryzelda (odc. 4a),
  - najmłodsza siostra Marty i Craiga (odc. 9a)
- Tomasz Budyta – nauczyciel (odc. 4a)
- Wojciech Paszkowski –
  - jeden ze sługów królowej pszczół (odc. 4b),
  - śpiewający hot-dog (odc. 4c),
  - śpiewający popcorn (odc. 4c),
  - Cubby (odc. 4c),
  - psychiatra (odc. 6a),
  - rysownik (odc. 6a),
  - więzień (odc. 6a),
  - Aspinportant (odc. 6b),
  - Tata Miś (odc. 6c),
  - Misiątko (odc. 6c),
  - zły bóbr (odc. 8b),
  - bracia Marty i Craiga (odc. 9a),
  - producent (odc. 11a)
  - Mały piesek (śpiew w odc. 11a),
  - przełożony Cubby’ego (odc. 12a),
  - złodziej (odc. 13a)
- Andrzej Ferenc – Gorący Rodney (odc. 5b)
- Ewa Złotowska – Buffy Ziegenhagen (odc. 7a)
- Marek Robaczewski –
  - małpa krytyk (odc. 7b),
  - mrówkojad (odc. 8b),
  - spiker #2 (odc. 8b),
  - Kot Snooper (odc. 8b),
  - Dziobak (odc. 9b),
  - taksówkarz (odc. 13b)
- Tomasz Kozłowicz –
  - Mysz Blabber (odc. 8b),
  - spiker Johnny (odc. 12c)
- Ilona Kuśmierska – Czerwony Kapturek (odc. 9c, 11c)
- Adam Bauman –
  - gospodarz programu Platoniczni partnerzy (odc. 10b),
  - właściciel cyrku (odc. 10b),
  - Doktor O (odc. 11b),
  - Zła panda (odc. 12b)
- Janusz Bukowski –
  - Pomroczny Mól (odc. 10b),
  - sprzedawca orzeszków w cyrku (odc. 10b),
  - kogut (odc. 11b),
  - osioł sprzedawca (odc. 12b)
- Paweł Galia –
  - kondor będący właścicielem wielbłądów (odc. 10b),
  - mrówkojad (odc. 12b)
- Jerzy Mazur – Bill Baker (odc. 12c)
- Joanna Wizmur – 
  - uczestniczka teleturnieju (odc. 12c),
  - Buzz (odc. 13c)
- Krystyna Kozanecka – Kenny Fowler (odc. 13c)

i inni
Lektor:
- Jacek Brzostyński (odc. 1ac, 2ac, 3a, 4a, 7a, 9ac, 10a, 11ac, 12a, 13a),
- Zbigniew Moskal (odc. 1b, 2b, 4bc, 5c, 6abc, 7bc, 8abc, tytuł odcinka 9b, 10bc, 11b, 12b, 13b),
- Piotr Borowiec (odc. 3b, 5ab),
- Artur Kaczmarski (odc. 3c),
- Maciej Czapski (napis Stacja Energii Służb Specjalnych w odc. 9c),
- Arkadiusz Jakubik (komunikat w odc. 11b, 12c)

## Postacie

### Dwa głupie pieski
- Mały pies – jest bardzo ruchliwym, jasnobrązowym jamnikiem. Uwielbia bieganie, piłki i oczywiście jedzenie. Panicznie boi się kotów i zawsze prosi o przegonienie ich swojego przyjaciela.
- Duży pies – pies pasterski, w przeciwieństwie do swojego przyjaciela jest bardzo powolny i flegmatyczny, a także małomówny. Bardzo dużo śpi i prawie nic nie jest w stanie go obudzić. Najczęstszym pytaniem, jakie zadaje, jest pytanie o jedzenie. Często zjada dziwne rzeczy, na przykład buty, zabawki. Co jakiś czas wypluwa z siebie charakterystyczną kolbę kukurydzy polaną masełkiem.
- pan Hollywood – postać epizodyczna, pojawiająca się w większości odcinków. Jest mężczyzną, jednak czasami przebiera się również za kobietę. Najczęściej prowadzi jakiś biznes, w który chce wciągnąć dwa psy i wykorzystać je do własnych celów.
- Czerwony Kapturek – dziewczynka w wielkich okularach, wystąpiła w kilku odcinkach. Jest dosyć bezmyślna, wciąż na coś wpada, myli rzeczy z ludźmi i wciąż nuci pod nosem monotonną melodyjkę. Psy chodzą za nią, ponieważ proponuje im jedzenie, jednak zazwyczaj później tego żałują.
- Kenny Fowler – nieśmiały i nielubiany przez rówieśników chłopiec, do którego przybłąkały się dwa głupie psy.
- Kot – malutki, nieszkodliwy kotek, którego panicznie boi się Mały pies. Szczeknięcie Dużego psa powoduje u kota przerażenie i zamarcie w bezruchu.

### Tajny Agent Wiewiór
- Tajny Agent Wiewiór – wiewiórka pracująca w Służbach Specjalnych jako tajny agent. W wielu sytuacjach zachowuje spokój, głównie opiera się na sztukach walki i nowoczesnych gadżetach, które ukrywa w swym prochowcu. Jest pracoholikiem, który nudzi się podczas wolnego czasu.
- Mroczny Mól – marokański kret, partner Wiewióra w tajnych misjach. Jest dość dziecinny i niezbyt inteligentny, często nieświadomie powodujący kłopoty u Wiewióra. Ma brata bliźniaka - Pomrocznego Mola - przestępcy charakteryzującego się zmienianiem wyglądu.
- Szef – bawół afrykański, przewodniczący Służb Specjalnych, przełożony Wiewióra. Na ogół stoicki, choć zdarza mu się tracić powagę z powodu akcji podwładnych. Nałogowo pali fajkę.
- Penny – ruda wiewiórka będąca sekretarką Szefa. W  kilku odcinkach zasugerowane jest, że podkochuje się w Wiewiórze.

## Spis odcinków
| Nr             | Polski tytuł                  | Angielski tytuł              |
| -------------- | ----------------------------- | ---------------------------- |
|                |                               |                              |
| SERIA PIERWSZA |                               |                              |
|                |                               |                              |
| 01             | Kłopoty z drzwiami            | Door Jam                     |
| 01             | Złotopłetwy                   | Goldflipper                  |
| 01             | Gdzie jest kość?              | Where’s The Bone?            |
|                |                               |                              |
| 02             | Płatki kukurydziane           | Cornflakes                   |
| 02             | Piernikowy ludzik             | Greg                         |
| 02             | Gdzie ty masz głowę?          | Home Is Where Your Head Is   |
|                |                               |                              |
| 03             | Bufet w Las Vegas             | Vegas Buffet                 |
| 03             | Kwark                         | Quark                        |
| 03             | Zauroczenie                   | Love in the Park             |
|                |                               |                              |
| 04             | Pokaż i opisz                 | Show and Tell                |
| 04             | Królowa pszczół               | Queen Bea                    |
| 04             | W kinie dla zmotoryzowanych   | At the Drive-In              |
|                |                               |                              |
| 05             | Psy w kosmosie                | Space Dogs                   |
| 05             | Gorący Rodney                 | Hot Rodney                   |
| 05             | Gruszki na wierzbie           | Pie in the Sky               |
|                |                               |                              |
| 06             | Ćwierć dolara                 | A Quarter                    |
| 06             | Jajo                          | Egg                          |
| 06             | Czerwony Kapturek             | Red                          |
|                |                               |                              |
| 07             | Zastępstwo                    | Substitute Teacher           |
| 07             | Kameleon                      | Chameleon                    |
| 07             | Psy przewodniki               | Seeing Eye Dogs              |
|                |                               |                              |
| 08             | Przygoda z duchami            | Spooks -a- Poppin’           |
| 08             | Tajny agent Penny             | Agent Penny                  |
| 08             | Psy na służbie                | Sheep Dogs                   |
|                |                               |                              |
| 09             | Wartości rodzinne             | Family Values                |
| 09             | Dziobak                       | Platypus                     |
| 09             | I znowu Czerwony Kapturek     | Red Strikes Back             |
|                |                               |                              |
| 10             | Śmieci                        | Trash Day                    |
| 10             | Bliźniaczy brat Mrocznego     | Scirrocco Mole               |
| 10             | Arka Hollywooda               | Hollywood’s Ark              |
|                |                               |                              |
| 11             | Psy na występach              | Inside Out                   |
| 11             | Doktor O.                     | Doctor O                     |
| 11             | Powrót Czerwonego Kapturka    | Return of Red                |
|                |                               |                              |
| 12             | Niezwykły piątek              | Agent Penny                  |
| 12             | Miś Panda                     | One Top                      |
| 12             | Teleturniej „Czy znasz cenę?” | Let’s Make a Right Price     |
|                |                               |                              |
| 13             | Kot                           | Cat!                         |
| 13             | Kozioł Voo Doo                | Voo Doo Goat                 |
| 13             | Pierwsza miłość               | Love Doctors                 |
|                |                               |                              |
| SERIA DRUGA    |                               |                              |
|                |                               |                              |
| 14             |                               | Jerk                         |
|                |                               |                              |
| 15             |                               | Las Pelotas!                 |
|                |                               |                              |
| 16             |                               | Post Office                  |
|                |                               |                              |
| 17             |                               | Day Dream                    |
|                |                               |                              |
| 18             |                               | Love                         |
|                |                               |                              |
| 19             |                               | Inside Out                   |
|                |                               |                              |
| 20             |                               | Spit Soup                    |
|                |                               |                              |
| 21             |                               | Fun!                         |
|                |                               |                              |
| 22             |                               | The Rise and Fall of the Big |
|                |                               |                              |
| 23             |                               | Cookies, Ookies, Blookies    |
|                |                               |                              |
| 24             |                               | Cartoon Canines              |
|                |                               |                              |
| 25             |                               | Bathroom Humor               |
|                |                               |                              |
| 26             |                               | Hobo Hounds                  |
|                |                               |                              |